# Rhamphochromis
 Rhamphochromis és un gènere de peixos de la família dels cíclids i de l'ordre dels perciformes.

## Distribució geogràfica
És endèmic del llac Malawi (Àfrica oriental).

## Taxonomia
- Rhamphochromis brevis (Trewavas, 1935)
- Rhamphochromis esox (Boulenger, 1908)[3]
- Rhamphochromis ferox (Regan, 1922)[4]
- Rhamphochromis leptosoma (Regan, 1922)
- Rhamphochromis longiceps (Günther, 1864)[5]
- Rhamphochromis lucius (Ahl, 1926)
- Rhamphochromis macrophthalmus (Regan, 1922)[6]
- Rhamphochromis woodi (Regan, 1922)[4][7][8][9]